# کتابخانه سن خاویر
کتابخانه پدر خوزه لوئیس آرویایو رسترپو، که بیشتر با نام کتابخانه سن خاویر (به اسپانیایی: Parque Biblioteca San Javier) شناخته می‌شود، به دلیل موقعیتش در کمون سن خاویر، یکی از ده پارک کتابخانه‌ای در مدلین، کلمبیا است. این کتابخانه توسط معمار خاویر ورا طراحی شده‌است.

## تاریخچه

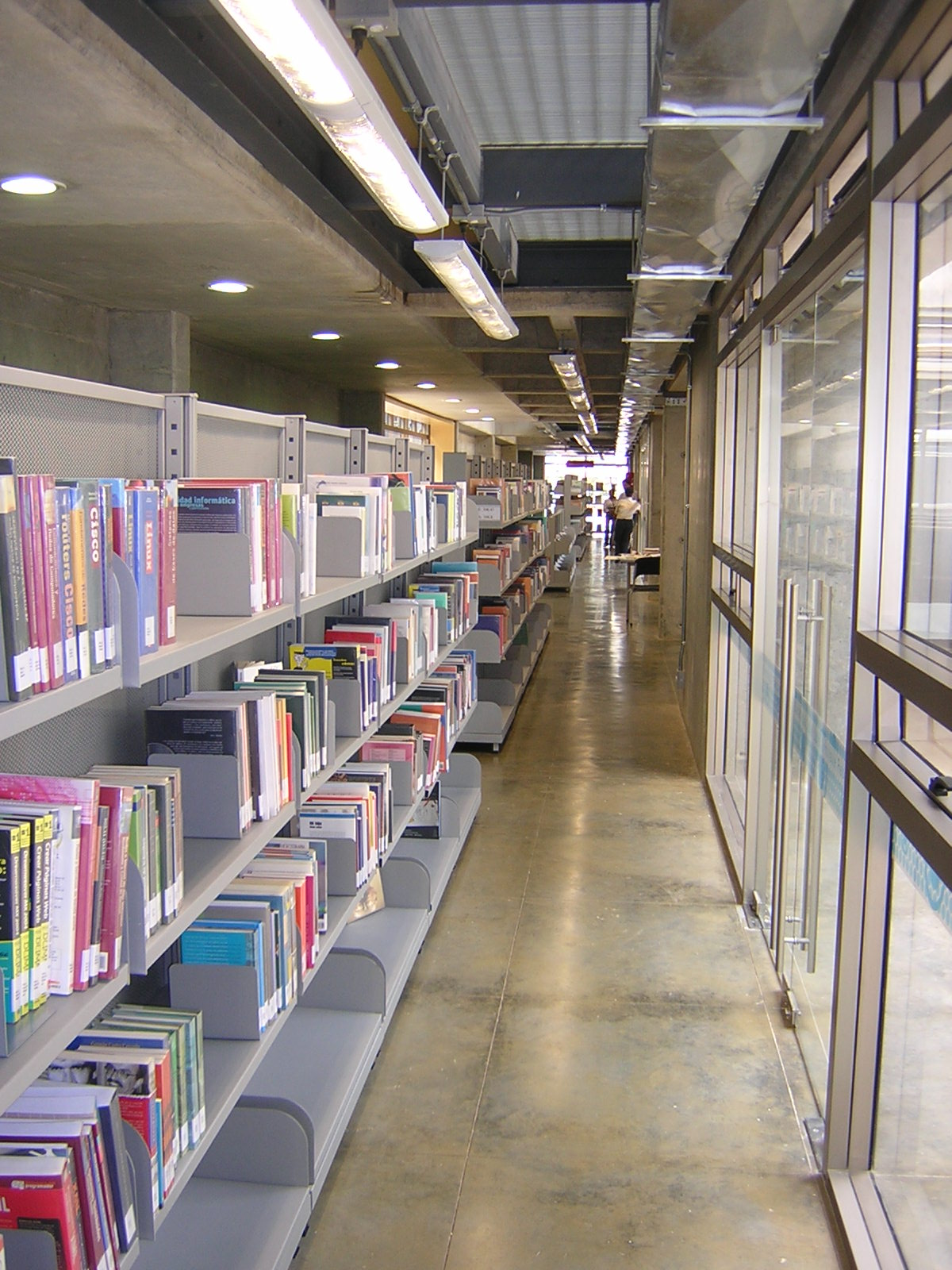
نمای داخلی کتابخانه

منطقه‌ای در دامنه تپه در جنوب ایستگاه مترو سن خاویر به عنوان محل پارک کتابخانه سن خاویر انتخاب شد. این شهر در ابتدای کابل مترو سن کریستوبال واقع شده‌است. ساخت و ساز آن در ۱ ژوئن ۲۰۰۵ آغاز شد.